# Varga Lajos (szerkesztő)
Varga Lajos (Börvely, 1926. június 11. – Bukarest, 2007. április 5.) erdélyi magyar rádió- és könyvszerkesztő, fordító.

## Életútja
Középiskolát a zilahi Református Wesselényi Kollégiumban és a szatmárnémeti Református Gimnáziumban végzett, ahol 1945-ben érettségizett. A Bolyai Tudományegyetemen magyar nyelv- és irodalom szakos tanári diplomát szerzett (1950). Pályafutását Bukarestben kezdte a Román Rádió magyar szerkesztőségében (1950–54). Ezt követően a Politikai Könyvkiadó magyar szerkesztőségének szerkesztője (1954–69), majd vezetője (1969–70) volt. 1970-től nyugdíjba vonulásáig (1990) a Hivatalos Közlöny magyar szerkesztőségében dolgozott szerkesztőként, illetve felelős szerkesztőként.
Gondozásában vagy társszerkesztésében (névvel vagy név nélkül) a Politikai Könyvkiadónál megjelent kiadványok között említhető:
- Plehanov: A személyiség történelmi szerepének kérdéséhez (Bukarest, 1957);
- Lenin: A nemzeti kérdésről – A nemzeti-gyarmati kérdésről (Bukarest, 1958);
- A Gyimes-völgyi parasztok felkelése (Bukarest, 1960);
- Beke György: Riportkönyv Kiskendről (Bukarest, 1960);
- John Reed: Tíz nap, amely megrengette a világot (Bukarest, 1962);
- Goljakov–Ponizovszkij: Doktor Sorge (Bukarest, 1966).

Szerkesztett törvénytárakat is; fordított politikai dokumentumokat, történelmi, társadalomtudományi dolgozatokat a kiadónak és bukaresti magyar lapoknak.